# Gēsha
Gēsha är ett berg i Etiopien.   Det ligger i regionen Southern Nations, i den västra delen av landet, 300 km väster om huvudstaden Addis Abeba. Toppen på Gēsha är 2 478 meter över havet, eller 69 meter över den omgivande terrängen. Bredden vid basen är 2,2 km.
Terrängen runt Gēsha är platt österut, men västerut är den kuperad. Runt Gēsha är det ganska tätbefolkat, med 62 invånare per kvadratkilometer. Omgivningarna runt Gēsha är en mosaik av jordbruksmark och naturlig växtlighet.